# Mikael Håfström
Jan Mikael Håfström (* 1. července 1960 Lund) je švédský filmový režisér a scenárista.

## Umělecká kariéra
Režijním debutem na filmovém plátně se v roce 1995 stal snímek Vendetta. Upozornil na sebe však až švédským dramatem z roku 2003 nazvaným Zlo mezi námi, o problematickém životě středoškolského studenta na internátní koleji Stjärnsberg, kde panuje šikana. Za tento počin získal nominaci na Oscara za nejlepší cizojazyčný film. Roku 2005 se ujal natáčení thrilleru Hra s nevěrou, premiérové práce v americké produkci, kde do hlavních rolí obsadil Cliva Owena a Jennifer Anistonovou.
O dva roky později v roce 2007 zrežíroval mysteriózní horor Pokoj 1408, jako adaptaci povídky Stephena Kinga. Roli zvídavého spisovatele, píšícího o strašidelných místech, si zahrál John Cusack a postavu ředitele hotelu ztvárnil Samuel L. Jackson. Roku 2010 se ujal dalšího romantického thrilleru Smrt v Šanghaji, opět s Cusackem v hlavní roli, jehož protihráčkou se stala Číňanka Kung Li. Roku 2011 přidal do své filmografie exorcistický thriller Obřad, jemuž se stal předlohou román Matta Baglia. V titulní postavě se objevil Anthony Hopkins.

## Soukromý život
První manželkou byla producentka Anna Anthonyová. Po rozvodu se podruhé oženil s Kelly Dennisovou.

## Filmografie
- 2013 – Plán útěku
- 2011 – Obřad
- 2010 – Smrt v Šanghaji
- 2007 – Pokoj 1408
- 2005 – Hra s nevěrou
- 2004 – Duch jezera
- 2003 – Zlo mezi námi
- 2001 – Leva livet
- 1997 – Chock 1 – Dödsängeln (televizní film)
- 1996 – Skuggornas hus (televizní seriál)
- 1995 – Vendetta
- 1992 – Botgörarna (televizní film)
- 1992 – De Giriga (televizní film)
- 1989 – Terrorns finger (televizní film)